# 1988 w literaturze
Wydarzenia literackie w 1988 roku.

## Proza beletrystyczna i literatura faktu

### Język polski

#### Pierwsze wydania
- Gustaw Herling-Grudziński – Wieża i inne opowiadania
- Ryszard Kapuściński – Wrzenie świata
- Wojciech Karpiński – Książki zbójeckie
- Aleksander Minkowski
  - Wyspa szatana (Wydawnictwo Pojezierze))[1]
  - Zdrady miłosne (Krajowa Agencja Wydawnicza)[2]
- Marek Nowakowski – Karnawał i post (Instytut Literacki)
- Ewa Maria Ostrowska
  - Bociany zawsze wracają do gniazd (Młodzieżowa Agencja Wydawnicza)[3]
  - Głupia jak wszyscy (Młodzieżowa Agencja Wydawnicza)[4]
- Marian Zdrojewski – Valse a la polacca czyli Którędy do nieba? (Wydawnictwo Łódzkie)[5]

#### Tłumaczenia
- - Bohumil Hrabal – Przerwy w zabudowie (Proluky)

### Inne języki
- - Peter Carey – Oskar i Lucynda (Oscar and Lucinda)
  - Lars Saabye Christensen – Herman
  - Paulo Coelho – Alchemik (O Alquimista)
  - Henry Graham Greene – Kapitan i nieprzyjaciel (The Captain and the Enemy)
  - Bohumil Hrabal
    - Můj svět
    - Dramatizace Hlučné samoty

  - Imre Kertész – Fiasko (A kudarc)
  - Judith Krantz – Dopóki się znów nie spotkamy (Till We Meet Again)
  - Haruki Murakami – Tańcz, tańcz, tańcz (Dansu dansu dansu)
  - Arturo Pérez-Reverte – Fechmistrz (El Maestro de Esgrima)
  - Tim Powers – Na dziwniejszych pływach (On Stranger Tides)
  - Anne Rice – Królowa potępionych (The Queen of the Damned)
  - Salman Rushdie – Szatańskie Wersety (The Satanic Verses)

## Wywiady
- polskie
- zagraniczne
- wydania polskie tytułów zagranicznych

## Dzienniki, autobiografie, pamiętniki
- polskie
  - Marian Długołęcki – Ostatni Raport : wspomnienia b. oficera polskiego wywiadu we Wrocławiu. Przebieg ważniejszych wydarzeń od 1 lipca do 1 września 1939 r.
- zagraniczne
- wydania polskie tytułów zagranicznych

## Nowe eseje, szkice i felietony
- polskie
- zagraniczne
- wydania polskie tytułów zagranicznych

## Nowe dramaty
- polskie
  - Wiesław Myśliwski – Drzewo
- zagraniczne
- wydania polskie tytułów zagranicznych

## Nowe poezje

### Język polski
- Stanisław Barańczak – Widokówka z tego świata i inne rymy z lat 1986-1988
- Józef Łobodowski – Dytyramby patetyczne (wybór wierszy)
- Jerzy Szymik – Uczę się chodzić

### Inne języki
- Isabel Sabogal – Daremne zrywy (Requiebros vanos), Lima, Ignacio Prado Pastor Editor.

## Nowe prace naukowe i biografie
- polskie
  - Antoni Jozafat Nowak – Człowiek wiary, nadziei, miłości
- zagraniczne
- wydania polskie tytułów zagranicznych

## Urodzili się
- 28 stycznia – Pierce Brown, amerykański pisarz fantastyki
- 28 marca – Szymon Słomczyński, polski poeta i pisarz
- 19 sierpnia – Veronica Roth, amerykańska powieściopisarka
- 2 września – Katarzyna Berenika Miszczuk, polska pisarka
- 9 listopada – Tahereh Mafi, amerykańska pisarka
- Anna Cieplak, polska pisarka
- Tomasz Pułka, polski poeta
- Jacek Świdziński, polski autor komiksów

## Zmarli
- 3 stycznia – Rose Ausländer, żydowska poetka (ur. 1901)
- 3 lutego – Robert Duncan, amerykański poeta (ur. 1919)
- 7 lutego – Lin Carter, amerykański pisarz, redaktor i krytyk (ur. 1930)
- 14 lutego – Roman Karst, polski krytyk literacki i tłumacz (ur. 1911)
- 19 lutego – René Char, francuski poeta (ur. 1907)
- 22 lutego – Stefan Majchrowski, polski pisarz (ur. 1908)
- 3 kwietnia – Milton Caniff, amerykański autor komiksów (ur. 1907)
- 6 kwietnia – Zbigniew Stolarek, polski poeta, reportażysta i tłumacz (ur. 1920)
- 18 kwietnia – Józef Łobodowski, polski poeta, prozaik, tłumacz (ur. 1909)
- 19 kwietnia – Rafael Calvo Serer, hiszpański pisarz (ur. 1916)
- 25 kwietnia – Clifford D. Simak, amerykański pisarz science fiction (ur. 1904)
- 5 maja – Michael Shaara, amerykański pisarz (ur. 1928)
- 8 maja – Robert A. Heinlein, amerykański pisarz science fiction (ur. 1907)
- 10 maja – Shen Congwen, chiński pisarz (ur. 1902)
- 27 maja – Mirosław Azembski, polski reportażysta i publicysta (ur. 1923)
- 5 czerwca – Stanisław Benski, polski prozaik (ur. 1922)
- 10 czerwca – Louis L’Amour, amerykański pisarz (ur. 1908)
- 18 czerwca – E. Hoffmann Price, amerykański pisarz science fiction (ur. 1898)
- 31 lipca – Jerzy Pytlakowski, polski prozaik (ur. 1916)
- 2 sierpnia – Raymond Carver, amerykański prozaik i poeta (ur. 1938)
- 11 września – Roger Hargreaves, brytyjski pisarz i ilustrator książek dla dzieci (ur. 1935)
- 29 września – Charles Addams, amerykański autor komiksów (ur. 1912)
- 1 października – Sacheverell Sitwell, angielski krytyk literacki, poeta, eseista (ur. 1897)
- 4 października – Carlo Carretto, włoski pisarz katolicki, etyk (ur. 1910)
- 11 listopada – Jan Himilsbach, polski aktor, pisarz i scenarzysta (ur. 1931)
- 22 listopada – Erich Fried, austriacki poeta, tłumacz i eseista (ur. 1921)
- 24 listopada – Joachim Fernau, niemiecki pisarz i dziennikarz (ur. 1909)
- 5 grudnia – Teodor Parnicki, polski pisarz (ur. 1908)
- 21 grudnia
  - Bohdan Czeszko, polski pisarz (ur. 1923)
  - Jerzy Kierst, polski prozaik i poeta (ur. 1911)
- 25 grudnia – Shōhei Ōoka, japoński pisarz (ur. 1909)
- 30 grudnia – Julij Daniel, radziecki pisarz dysydent, poeta, tłumacz (ur. 1925)

## Nagrody
- Nagroda Kościelskich – Paweł Huelle, Piotr Sommer
- Nagroda Nobla – Nadżib Mahfuz
- Nagroda Goncourtów – Érik Orsenna, L’Exposition coloniale